# Dorabji Tata

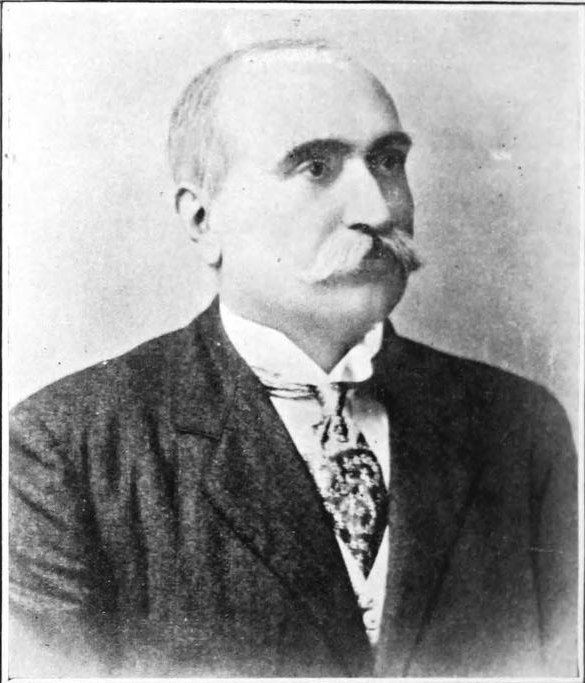
Sir Dorabji Tata, 1912

Sir Dorabji Tata (auch Dorab Tata, * 27. August 1859; † 3. Juni 1932 in Bad Kissingen) war ein indischer Industrieller, der die Tata Group mit aufbaute. Tata war der älteste Sohn von Jamsetji Tata, dem parsischen Gründer der Tata-Industriegruppe.
Er ging in Bombay zur Schule und war ab 1875 in England, wo er Privatunterricht erhielt und danach ab 1877 die Universität Cambridge (Gonville and Caius College) besuchte, wo er sich insbesondere im Sport hervortat. 1879 setzte er sein Studium am St. Xavier’s College in Bombay fort, wo er 1882 seinen Abschluss machte und danach zwei Jahre als Journalist der Bombay Gazette arbeitete. Danach trat er der Firma seines Vaters bei (die vor allem aus Baumwollfirmen und dem Taj Hotel in Bombay bestand), wo er zunächst für die Baumwollproduktion verantwortlich war. Er baute die Stahlfirmen und die zugehörigen Elektrizitätswerke im Firmenimperium seines Vaters auf (und erfüllte damit eine der zentralen Ziele seines Vaters, der die Industrialisierung und Bildung in Indien vorantreiben wollte), die später das Kernstück der Tata-Gruppe waren. Hinzu kam unter seiner Führung noch eine große Versicherungsgruppe. Unterstützt wurde er dabei von seinem Bruder Ratan Tata (1871–1918), und seinem Cousin Ratanji Dadabhoy Tata (Vater des Air India Gründers und späteren Leiters der Tata Group J. R. D. Tata). In Anerkennung seiner Verdienste bei der Industrialisierung Britisch-Indiens wurde er 1910 von Eduard VII. als Knight Bachelor geadelt und führte fortan das Prädikat „Sir“.
Er war außerdem ein begeisterter Sportanhänger und war Präsident der indischen Olympischen Gesellschaft. Als Mitglied des Internationalen Olympischen Komitees organisierte und finanzierte er 1920 die Teilnahme indischer Athleten an den Olympischen Spielen in Antwerpen und eine eigene indische Beteiligung 1924 bei den Olympischen Spielen in Paris.
1897 heiratete er Meherbai Bhabha, die 1931 an Leukämie starb. Seine Frau war ebenfalls begeisterte Sportlerin (sie gewann einige Tennismeisterschaften) und für Frauenrechte aktiv (Präsidentin des National Council of Woman in Indien). Sie ist die Tante des Physikers Homi Jehangir Bhabha, der auch durch Tata gefördert wurde. Zum Andenken an seine Frau gründete Tata 1932 eine Stiftung zur Erforschung der Leukämie. Im selben Jahr starb Tata selbst, der schon länger an Diabetes litt, bei einem Europabesuch. Das Paar hatte keine Kinder und hinterließ eine umfangreiche Stiftung zur Förderung der Wissenschaften (Sir Dorabji Tata Trust), aus der unter anderem 1945 die Gründung des Tata Institute of Fundamental Research finanziert wurde. Er finanzierte auch schon zuvor die Gründung des Indian Institute of Science in Bangalore, stiftete der Universität Cambridge (unter anderem einen Lehrstuhl für Sanskrit) und eine Kunstsammlung an das Prince of Wales Museum in Mumbai.
Tata und seine Frau liegen auf dem Friedhof Brookwood in England begraben, in einem Mausoleum, das dem des persischen Königs Cyrus in Pasargadae nachempfunden ist.